# S-Bahn Hannover

S-Bahn-Logo der Transdev Hannover GmbH seit 12. Dezember 2021

Die S-Bahn Hannover ist seit dem Jahr 2000 ein wesentlicher Teil des Angebots im Öffentlicher Personennahverkehr der Region Hannover. Dort liegt auch der Schwerpunkt des S-Bahn-Netzes. Die Linien reichen bis in die benachbarten Landkreise Celle, Hameln-Pyrmont, Hildesheim, Nienburg und Schaumburg sowie in die Kreise Minden-Lübbecke, Höxter, Lippe und Paderborn im Land Nordrhein-Westfalen.
Durch die Einführung der S-Bahn wurde der Schienenpersonennahverkehr der Deutschen Bahn im Raum Hannover, zu dem auch Regional-Express- und Regionalbahn-Züge gehören, modernisiert. Im Bereich der Stadt Hannover gibt es am Hauptbahnhof sowie an weiteren S-Bahn-Stationen Umsteigemöglichkeiten zur Stadtbahn Hannover (siehe Nahverkehr in Hannover).

## Geschichte

### Vorgeschichte
Bereits in den 1950er Jahren war geplant, den Eisenbahn-Schienenpersonennahverkehr in der Region Hannover auszubauen. Zunächst nahm die Deutsche Bundesbahn zum Fahrplanwechsel am 26. September 1965 auf der Ost-West-Achse Nienburg (Weser) – Neustadt am Rübenberge – Wunstorf – Hannover – Lehrte – Burgdorf – Celle den sogenannten Nahschnellverkehr auf. Neue Wendezüge mit n-Wagen und Elektrolokomotiven sorgten für entsprechende Fahrzeitverkürzungen. Am 29. September 1968 folgte mit der Elektrifizierung der Strecke Minden–Wunstorf eine zweite Verbindung Minden – Hannover – Celle. Am 31. Mai 1970 erfolgte die Aufnahme des Nahschnellverkehrs auf der dazu elektrifizierten Deisterbahn. Wegen Uneinigkeit zwischen Bund, Land und Großraumverband unterblieben weitere Ausbauten. 1984 wurde als Vorleistung für einen Ausbau der Strecke zwischen Wunstorf und Hannover die Bahnsteige in Seelze verlegt und mit Überholgleisen und einem zweiten Bahnsteig neu gebaut. Ab 27. Mai 1989 wurden die Deisterbahn und die Strecke zwischen Hannover und Hameln mit modernisiertem Wagenpark als CityBahn erstmalig im konsequenten Stundentakt betrieben.

### S-Bahn-Bau zur Expo 2000

S-Bahn-Logo der DB Regio Nord AG von 28. Mai 2000 bis 12. Juni 2022

Nachdem Hannover im Jahr 1990 den Zuschlag zur Expo 2000 bekommen hatte, wurde die ursprünglich für später geplante Einführung der S-Bahn vorgezogen und wurde am 12. November 1990 ein Ausbauvertrag zwischen dem Bundesland Niedersachsen, dem Kommunalverband Großraum Hannover und der Deutschen Bundesbahn unterzeichnet. In relativ kurzer Zeit wurden die jahrzehntelang nahezu unverändert gebliebenen Strecken in und um Hannover erheblich ausgebaut. Die Bauarbeiten begannen 1993 mit dem ersten Rammschlag für die neue Station Hannover Karl-Wiechert-Allee an der Bahnstrecke Hannover–Braunschweig, die eine Verknüpfung zur Stadtbahn herstellen sollte.

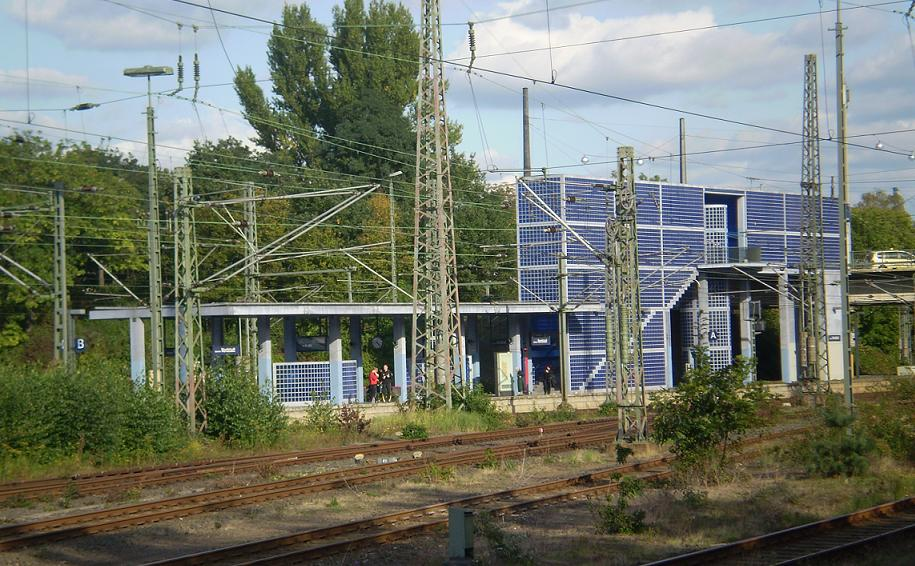
S-Bahnhof Hannover-Nordstadt

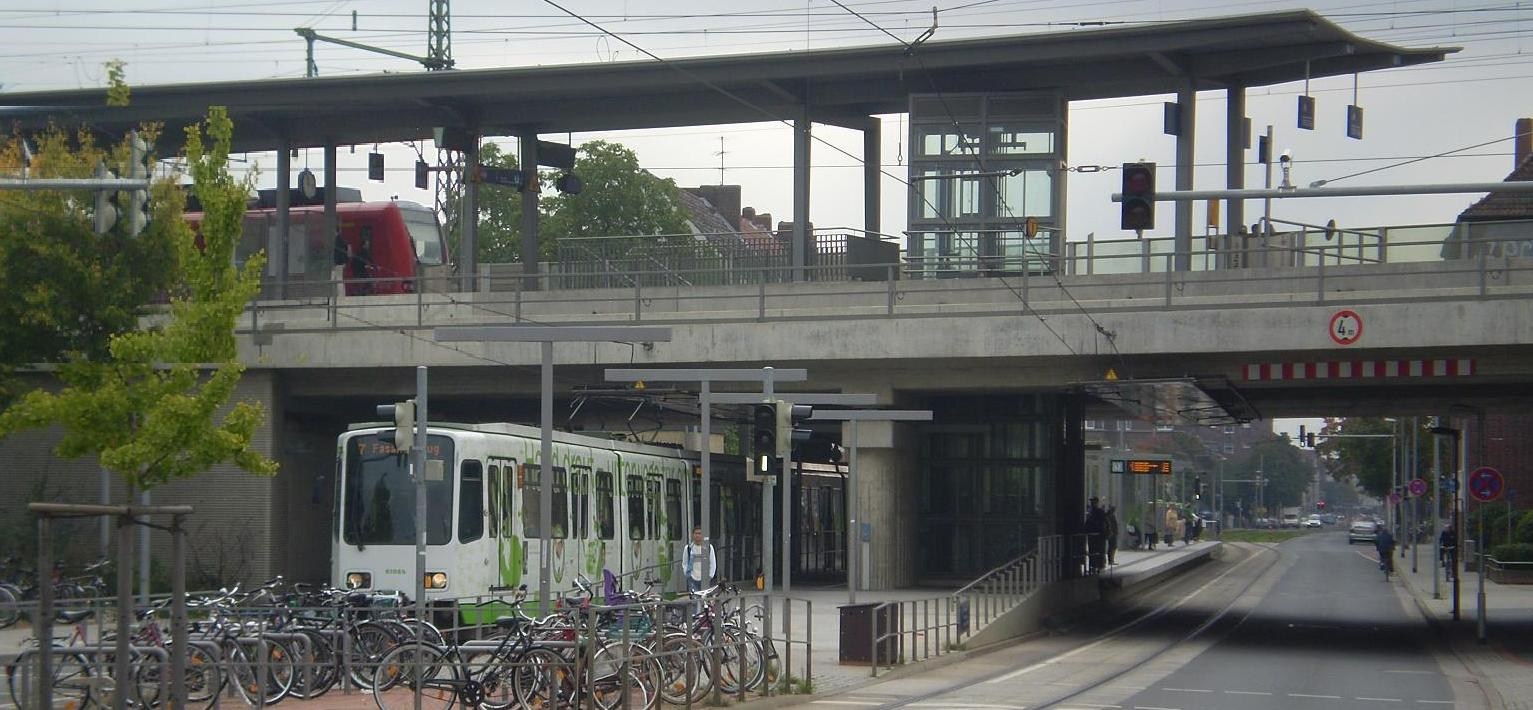
Bahnhof Hannover-Linden/Fischerhof (oben S-Bahn, unten Stadtbahn)

Auf der westlichen Strecke vom Hauptbahnhof in Richtung Wunstorf wurden bis Seelze ab 1994 zwei zusätzliche Gleise für den S-Bahn-Verkehr errichtet und 1997 in Betrieb genommen. Zwischen Seelze und Leinhausen wurden die Gleise nördlich, zwischen Leinhausen und Hauptbahnhof südlich der bestehenden Strecke verlegt, wobei in Hainholz und am ehemaligen Hauptgüterbahnhof die Trassen nicht mehr benötigter Gütergleise genutzt wurden. In Leinhausen entstand dabei ein umfangreiches Überwerfungsbauwerk, welches den Nah- und Fernverkehr in Richtung Norden und Westen kreuzungsfrei trennt und gleichzeitig die S-Bahn-Strecke vom Süden in den Norden (bzw. umgekehrt) in die bestehende Strecke einfädeln lässt. Die neue S-Bahn-Station Hannover-Nordstadt ersetzte den bisherigen Vorortbahnhof Hannover-Hainholz.
Die Strecke in Richtung Norden wurde bis Langenhagen um zwei Gleise für die S-Bahn ergänzt. Der Bahnhof Hannover-Herrenhausen wurde durch die neue S-Bahn-Station Hannover-Ledeburg ersetzt. Die Strecke bis nach Bennemühlen wurde elektrifiziert und bis Bissendorf zweigleisig ausgebaut. Der Flughafen Hannover erhielt erstmals einen schienengebundenen Nahverkehrsanschluss über das frühere Gütergleis, welches angehoben, um einen Tunnel unter dem neuen Terminal C ergänzt und elektrifiziert wurde.
Im Osten wurde die Strecke bis zur schon zuvor errichteten Station Karl-Wiechert-Allee um ein Gleis erweitert und 1999 in Betrieb genommen. Weiter bis Ahlten erhielt sie zwei Gleise zusätzlich und dann bis Lehrte wieder ein Gleis; diese wurden im Juni 2000 in Betrieb genommen. Diese Erweiterung gehörte zu den Verkehrsprojekten „Deutsche Einheit“.
Im Süden wurde ab 1996 zwischen Hannover Bismarckstraße und dem Nordkopf des Bahnhofes Hannover-Wülfel ein zusätzliches Gleis zum völlig neugestalteten Bahnhof Hannover Messe/Laatzen errichtet.
Auf der Deisterbahn wurden zwischen dem Bahnübergang Humboldtstraße in Weetzen und Egestorf ein zehn Kilometer langer zweigleisiger Begegnungsabschnitt geschaffen, um Wartezeiten bei Zugkreuzungen zu vermeiden.
Die Stationen wurden soweit notwendig barrierefrei umgebaut. Die meisten Baumaßnahmen konnten pünktlich zur Expo 2000 abgeschlossen werden, sodass seither in Hannover ein umfangreiches Netz zur Verfügung steht. Aus Zeit- und Kostengründen wurde der Umbau einiger Stationen vor der Expo nicht mehr begonnen.
Der Betrieb der S-Bahn wurde zur Expo 2000 am 28. Mai 2000 mit folgenden Linien aufgenommen:
| Linie | Linienverlauf Mai bis November 2000                                        | Takt    |
| ----- | -------------------------------------------------------------------------- | ------- |
| S 1   | Minden – Bückeburg – Haste – Wunstorf – Hannover Messe/Laatzen             | 60′     |
| S 2   | Nienburg – Neustadt am Rübenberge – Wunstorf – Hannover Messe/Laatzen      | 60′     |
| S 4   | Bennemühlen – Langenhagen Mitte – Hannover – Hannover Messe/Laatzen        | 30′     |
| S 5   | Hannover Flughafen – Langenhagen Mitte – Hannover – Hannover Messe/Laatzen | 15’/30’ |

### Umgestaltung nach der Expo
Nach dem Ende der Expo 2000 erfolgte am 5. November 2000 die Aufnahme des regulären Betriebes mit angepassten und erweiterten Linienführungen. Das Netz wurde über die Deisterbahn nach Barsinghausen – Bad Nenndorf – Haste sowie über Springe nach Hameln und über Lehrte nach Celle verlängert. Der Bahnhof Hannover Messe/Laatzen gehörte nun nicht mehr zum regulären Netz. Im Normalverkehr wurden fünf Linien bedient, eine zusätzliche Bedarfslinie verkehrte bei Großmessen auf dem Messegelände Hannover. Diese verband den Flughafen mit dem Bahnhof Messe/Laatzen. Bei solchen Anlässen wurde auch die S4 von Bennemühlen über Hannover Hauptbahnhof bis Messe/Laatzen geführt.
Die Linien S4 und S5 fuhren zwischen Hannover Hbf und Hameln im Zugverband, in Hannover wurden die Züge gestärkt und geschwächt. Beide Linien bedienten zwischen Linden/Fischerhof und Weetzen nicht alle Stationen. Die S5 hielt zwischen Flughafen und H-Nordstadt nur in Langenhagen/Mitte.

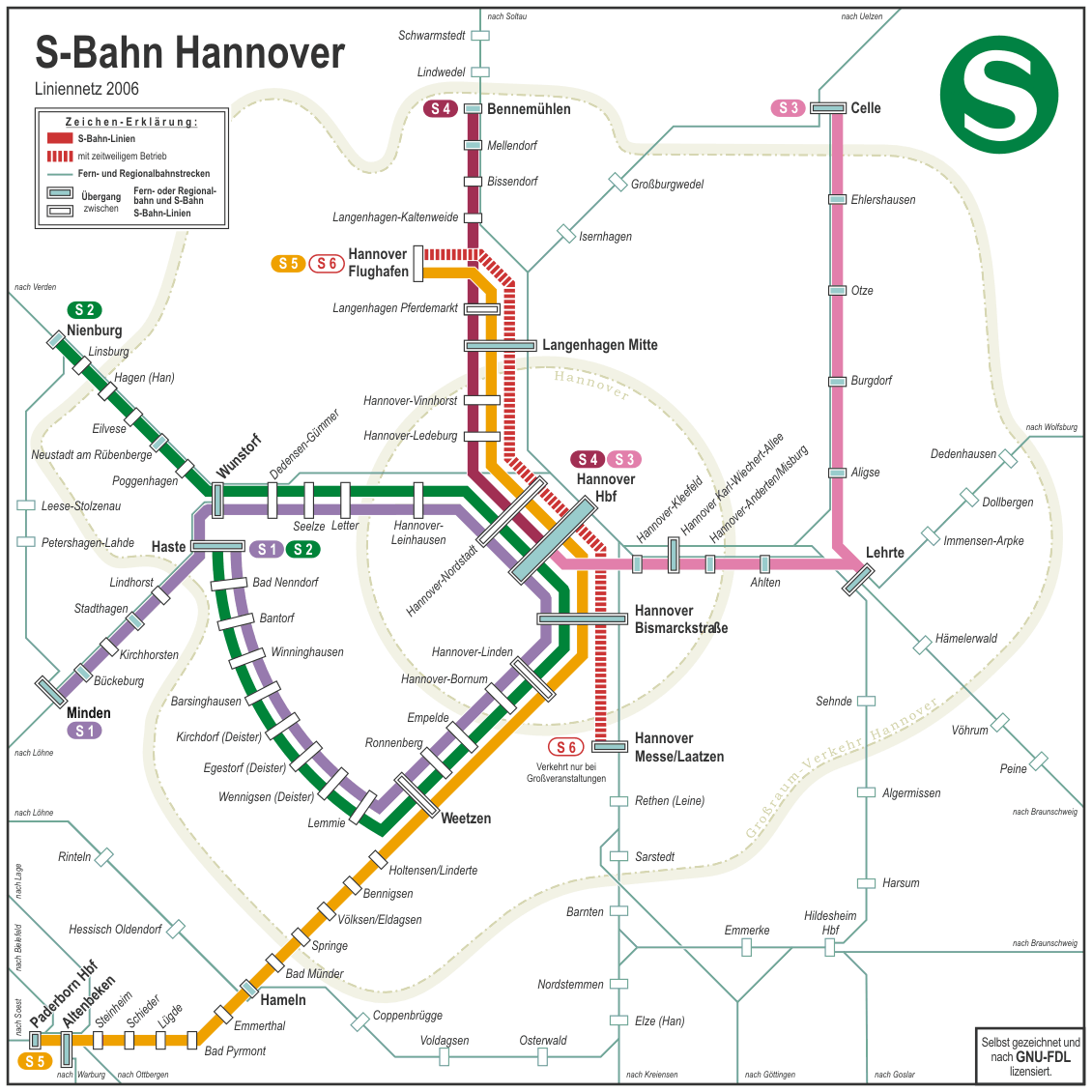
Liniennetz bis Dezember 2008

Mit dem Fahrplanwechsel vom 15. Dezember 2002 gab es Veränderungen für die Linien S4 und S5:
- Die Linie S4 endete von Bennemühlen nunmehr in Hannover Hauptbahnhof, die Koppelung mit der S5 wurde aufgegeben.
- Die Linie S5 wurde über Hameln hinaus nach Bad Pyrmont und seit Dezember 2004 mit jeweils nur einem Zugteil nach Paderborn verlängert. Die Linie bediente nun alle Stationen zwischen Flughafen und Hannover-Nordstadt sowie Hannover Bismarckstraße.

Auf dem Abschnitt zwischen Bad Pyrmont und Paderborn ähnelt das Angebot eher einer Regionalbahn, lediglich der durchgehende Betrieb nach Hannover macht es zu einer S-Bahn.
| Linie | Linienverlauf Dezember 2002 bis Dezember 2008 (Kursiv: November 2000 bis Dezember 2002)                  | Takt                         |
| ----- | --- | ---------------------------- |
| S 1   | Minden – Bückeburg – Haste – Wunstorf – Hannover – Weetzen – Barsinghausen – Bad Nenndorf – Haste        | 60′                          |
| S 2   | Nienburg – Neustadt am Rübenberge – Wunstorf – Hannover – Weetzen – Barsinghausen – Bad Nenndorf – Haste | 60′                          |
| S 3   | Celle – Burgdorf – Lehrte – Hannover                                                                     | 60′                          |
| S 4   | Bennemühlen – Langenhagen Mitte – Hannover (– Weetzen – Springe – Hameln)                                | 30′                          |
| S 5   | Hannover Flughafen – Langenhagen Mitte – Hannover – Weetzen – Springe – Hameln – Bad Pyrmont – Paderborn | 30′ (Hameln – Paderborn 60’) |
| S 6   | Hannover Flughafen – Langenhagen Mitte – Hannover – Hannover Messe/Laatzen                               | Bedarfslinie                 |

### Erweiterungen seit 2008
Am 14. Dezember 2008 erfolgte eine Erweiterung um drei zuvor als Regionalbahn und Regional-Express fahrende Linien nach Hildesheim und Celle. Der Bahnhof Hannover Messe/Laatzen wurde dabei in das reguläre Netz einbezogen.
Mit dem Fahrplanwechsel im Dezember 2013 wurden zwei zusätzliche Sprinterlinien eingeführt, die Montag bis Freitag zur Hauptverkehrszeit auf zwei Strecken die stark belasteten Linien S1, S2 und S5 ergänzen. Die S21 verkehrt zusätzlich zur S1 und S2 auf der Deisterstrecke zwischen Hannover Hbf und Barsinghausen. Die S51 verstärkt die S5 zwischen Hannover Hauptbahnhof und Hameln sowie seit dem 31. März 2014 auch die S1 und S2 zwischen Hannover Hbf und Seelze.

## Infrastruktur

### Streckennetz
Reine S-Bahn-Strecken gibt es nur zwischen Seelze und Hannover Hauptbahnhof, zwischen Hannover Hauptbahnhof und Lehrte und Hannover Hauptbahnhof und Langenhagen-Pferdemarkt–Hannover Flughafen. Auf letzterer herrscht geringer Mischbetrieb mit Regionalbahnen auf der Heidebahn. Nach Hameln und auf der Deisterstrecke gibt es neben dem S-Bahn-Verkehr zwar keinen Regional- oder Fernverkehr, aber eine mäßige Nutzung durch Güterverkehr auf der Hamelner Strecke. Richtiger Mischbetrieb mit Fern-, Regional- und Güterzügen existiert auf den Strecken Wunstorf – Haste – Minden und Wunstorf – Neustadt am Rübenberge – Nienburg/Weser.
Auf den übrigen Strecken im Bereich Hannover ist das Güterverkehrsaufkommen mit Ausnahme der Strecke Celle – Lehrte – Hildesheim zumeist gering, da der Güterverkehr hier überwiegend über eigene Gleise verfügt.
Fast alle Strecken sind zweigleisig ausgebaut. Ausnahmen stellen lediglich die eingleisigen Streckenabschnitte Egestorf – Haste, Langenhagen-Pferdemarkt – Hannover-Flughafen und Bissendorf – Bennemühlen dar.
Die S-Bahn-Strecke zwischen Hannover und Lehrte ist auf den Abschnitten Hannover Hbf – Hannover Karl-Wiechert-Allee sowie Ahlten – Lehrte eingleisig. Parallel zu ihr verläuft die durchgehend zweigleisige Bahnstrecke Hannover–Braunschweig, die jedoch in der Regel nur vom Regional- und Fernverkehr genutzt wird und über keine Bahnsteige zwischen Hannover Hbf und Lehrte verfügt mit Ausnahme der Station Karl-Wiechert-Allee, die einen Bahnsteig am Gleis Richtung Hauptbahnhof aufweist.

### Stationen
Zentraler Knotenpunkt ist der Hauptbahnhof Hannover, an dem alle S-Bahn-Linien halten. Insgesamt besitzt das S-Bahn-Netz 74 Stationen, davon liegen 49 in der Region Hannover. Nahezu alle S-Bahn-Stationen haben einen barrierefreien Zugang. Eine Ausnahme bildet die Station Emmerthal, an der lediglich Ein- und Ausstiege an Gleis 1 (Fahrtrichtung Bad Pyrmont/Paderborn) niveaugleich stattfinden können, während der Mittelbahnsteig (Gleise 2/3, Fahrtrichtung Hameln) lediglich über eine treppengeführte Unterführung zugänglich ist. Zum 1. November 2013 wurden auch die letzten Stationen in der Region Hannover (Hannover-Bornum, Empelde und Holtensen/Linderte) barrierefrei fertiggestellt. Die Bahnsteige haben eine Standardhöhe von 76 cm über Schienenoberkante. Diese Bahnsteighöhe ist für den niveaugleichen Einstieg in das S-Bahnfahrzeug erforderlich.
Die Länge der Bahnsteige beträgt überwiegend mindestens 210 Meter, so dass dort S-Bahn-Züge bis zur Dreifachtraktion halten können. Zwischen Lehrte und Hildesheim sind die Bahnsteige mit einer Länge von 140 Metern nur für Zweifachtraktion ausgelegt. Auf der Verbindung Hannover–Rethen–Hildesheim, wo neben den S-Bahn-Zügen auch weitere Linien verkehren, wurden die Bahnsteige mit einer Länge von 170 Metern gebaut. Ebenso weisen die Bahnsteige auf der Verbindung Lehrte–Celle (außer in Burgdorf) eine Länge von 170 Metern auf.

## Linien und Fahrbetrieb

### Linienbezeichnungen
Zur S-Bahn Hannover gehören sieben Linien im Regelverkehr (S1 bis S7), zwei zur Hauptverkehrszeit (HVZ) verkehrende Sprinterlinien (S21 und S51) und eine Bedarfslinie (S8).
| Linie | Linienverlauf                                                                                           | Takt      | Bahnstrecken                                                                                     | Bemerkungen |
| ----- | --- | --------- | ------------------------------------------------------------------------------------------------ | --- |
| S 1   | Minden – Bückeburg – Haste – Wunstorf – Hannover – Weetzen – Barsinghausen – Haste                      | 60′       | Hannover–Minden Hannover–Altenbeken Deisterbahn                                                  | Zugnummernwechsel in Hannover Hauptbahnhof Mit S2 30′-Takt Wunstorf–Haste Minden–Wunstorf: HVZ-Verstärker von RE60/70 halten auch an S-Bahn-Halten |
| S 2   | Nienburg – Neustadt am Rübenberge – Wunstorf – Hannover – Weetzen – Barsinghausen – Haste               | 60′       | Bremen–Hannover Hannover–Altenbeken Deisterbahn                                                  | Mit S1 30′-Takt Wunstorf–Haste Sonntags nur Nienburg–Hannover                                                                                      |
| S 21  | Hannover – Weetzen – Barsinghausen                                                                      | 60′       | Hannover–Altenbeken Deisterbahn                                                                  | HVZ-Sprinterlinie, hält nur an wenigen Stationen Mo–Fr sechs Zugpaare täglich (5:50–7:50 Uhr sowie 15:50–17:50 Uhr vom Hannover Hauptbahnhof)      |
| S 3   | Hildesheim – Sehnde – Lehrte – Hannover                                                                 | 60′       | Lehrte–Nordstemmen Hannover–Braunschweig                                                         | Mit S7 30′-Takt Lehrte–Hannover In der HVZ Mo–Fr zusätzliche Fahrten Lehrte–Hildesheim in beide Richtungen, seit Dezember 2019 auch nachmittags    |
| S 4   | (Hildesheim – Sarstedt – Hannover Messe/Laatzen –) Hannover – Langenhagen – Bennemühlen                 | (60') 30′ | Lehrte–Nordstemmen Hannöversche Südbahn Heidebahn                                                | |
| S 5   | (Paderborn – Altenbeken – Bad Pyrmont –) Hameln – Weetzen – Hannover – Langenhagen – Hannover Flughafen | (60') 30′ | Hamm–Warburg Hannover–Altenbeken Hannover–Bremervörde Langenhagen Pferdemarkt–Hannover Flughafen | Hält nicht in Ronnenberg, Empelde, H-Bornum |
| S 51  | Hameln – Springe – Hannover – Seelze                                                                    | 60′       | Hannover–Altenbeken Hannover–Minden                                                              | HVZ-Sprinterlinie, hält nur an wenigen Stationen Mo–Fr sieben Zugpaare täglich (6:15–8:15 Uhr sowie 14:15–17:15 Uhr vom Hannover Hauptbahnhof)     |
| S 6   | Celle – Burgdorf – Hannover                                                                             | 60′       | Lehrte–Celle Hannover–Braunschweig                                                               | Hält nicht in Hannover-Kleefeld, Hannover-Anderten-Misburg, Ahlten                                                                                 |
| S 7   | Celle – Burgdorf – Lehrte – Hannover                                                                    | 60′       | Lehrte–Celle Hannover–Braunschweig                                                               | Mit S3 30′-Takt Lehrte–Hannover Mit S6 30′-Takt Celle–Aligse                                                                                       |
| S 8   | Hannover Flughafen – Langenhagen – Hannover Messe/Laatzen                                               |           | Langenhagen Pferdemarkt–Hannover Flughafen Hannover–Bremervörde Hannöversche Südbahn             | Bedarfslinie |

### Liniennetz

Netz der S-Bahn Hannover seit März 2014

Die Linien S3, S6 und S7 nutzen im Hauptbahnhof Hannover die Gleise 13 und 14 und verkehren von dort ausschließlich in Richtung Osten. Die anderen Linien fahren über die Stammstrecke Nordstadt – Bismarckstraße und halten am Hauptbahnhof auf den Gleisen 1 und 2.
Die S8 ist eine Bedarfslinie, die nur bei Großveranstaltungen auf dem Messegelände verkehrt und eine umsteigefreie Verbindung zwischen Flughafen und Messe herstellt.
Die S21 verkehrt auf der Deisterstrecke zwischen Hannover Hauptbahnhof und Barsinghausen. Sie hält unterwegs nur an den Stationen Bismarckstraße, Linden/Fischerhof, Empelde, Weetzen und Wennigsen. Die Linie ist in Hannover Hauptbahnhof gekoppelt mit der S4 Hannover–Bennemühlen.
Die S51 verkehrt zwischen Seelze und Hameln und hält unterwegs nur in Letter, Hannover Hauptbahnhof, Bismarckstraße, Linden/Fischerhof und Springe.

### Betreiber

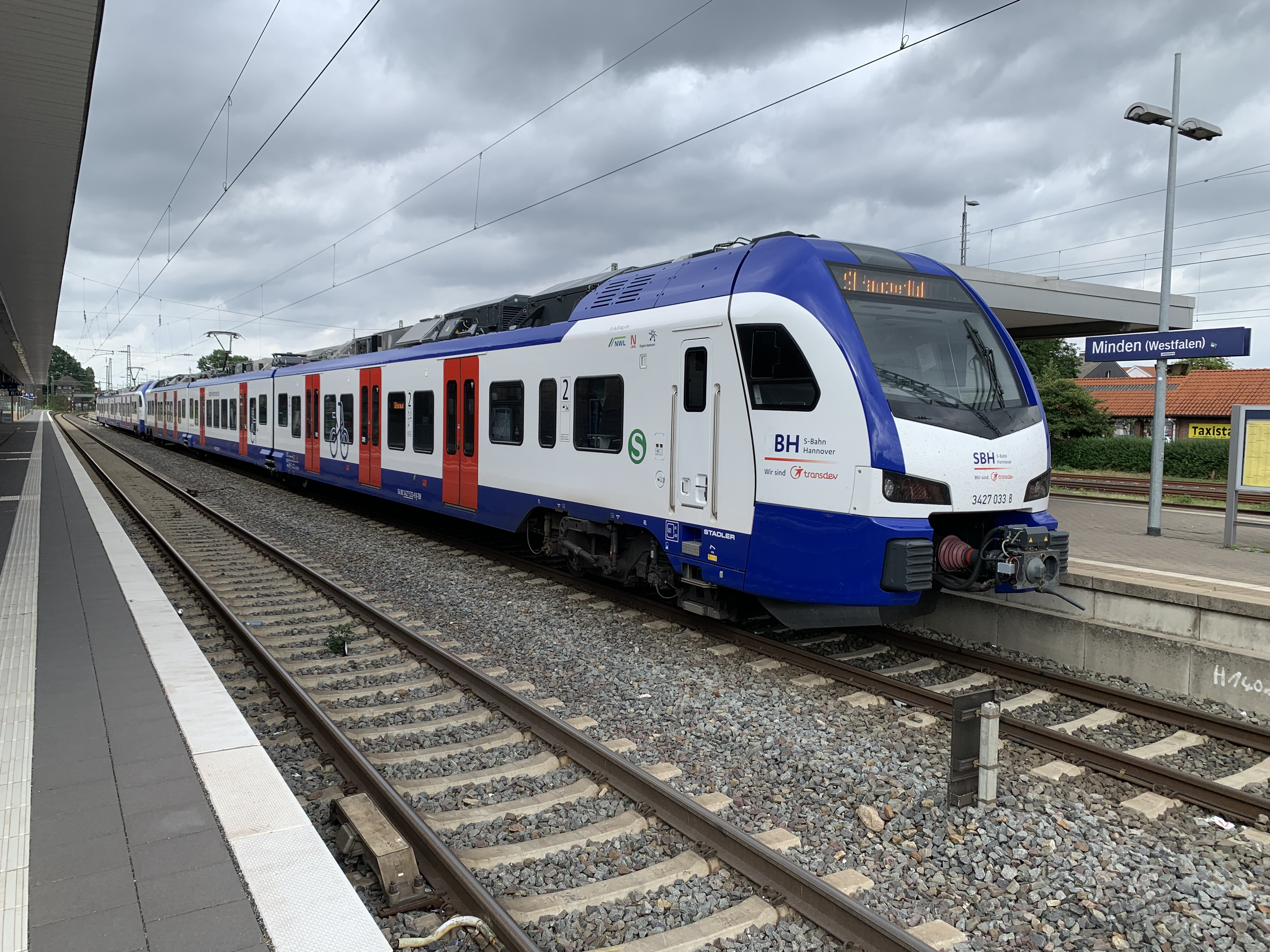
STADLER FLIRT 3 XL des Betreibers Transdev Hannover GmbH in Minden (Westf) am 8. Juli 2022

Seit der Betriebsaufnahme betrieb DB Regio Nord das S-Bahn-Netz vollständig. Für den Zeitraum von Dezember 2012 bis Dezember 2020 wurde das Netz von den beteiligten Aufgabenträgern Region Hannover, Landesnahverkehrsgesellschaft Niedersachsen (LNVG) und Zweckverband Nahverkehr Westfalen-Lippe (NWL) europaweit ausgeschrieben. Dabei setzte sich eine 100%ige Tochtergesellschaft von DB Regio gegenüber einem Mitbewerber durch, welche bis zu ihrer Auflösung als S-Bahn Hannover GmbH firmierte.
Bei einer erneuten Ausschreibung 2018 für den Zeitraum ab 2021, an der sich neben der DB Regio auch Abellio Rail und die NordWestBahn (NWB) beteiligten, erhielt die letztgenannte den Zuschlag. Gegen diese Entscheidung legte DB Regio Beschwerde bei der Vergabekammer ein. Diese wurde jedoch abgelehnt, worauf DB Regio Beschwerde beim Oberlandesgericht Celle einlegte. Am 6. November 2018 erteilten die am Vergabeverfahren beteiligten Aufgabenträger endgültig den Zuschlag an die NordWestBahn. Durch diese Verzögerung konnte der ursprüngliche Termin nicht mehr eingehalten werden, die NordWestBahn hatte Anspruch auf eine Verschiebung der Betriebsaufnahme um 19 Wochen. Als neuer Termin für die Übernahme wurde der kleine Fahrplanwechsel am 12. Juni 2022 gewählt.
2019 wurde die Transdev Hannover GmbH gegründet, an die als Schwesterunternehmen der NordWestBahn der Betrieb der S-Bahn Hannover für zwölfeinhalb Jahre übertragen wurde. 13 Triebwagen der Baureihe 425 wurden von DB Regio übernommen, zudem kommen 64 Neufahrzeuge vom Typ Stadler FLIRT 3 XL zum Einsatz.
Für den Zeitraum von Dezember 2020 bis Juni 2022 schlossen die Aufgabenträger einen Übergangsvertrag mit DB Regio. Bedingung der DB Regio war den Aufgabenträgern zufolge, dass sie unter bestimmten Voraussetzungen Teile der Leistungen vorzeitig einstellen dürfe. Um eine Unterbrechung des Betriebs zu verhindern, wurde daher ein Verkehrsvertrag mit Transdev Hannover geschlossen, der einen Probebetrieb auf den Linien S3, S6 und S7 für ein halbes Jahr ab Dezember 2021 umfasst.
Seitdem Transdev Hannover den Betrieb der S-Bahn Hannover vollständig übernommen hat, kommt es gehäuft zu Verspätungen, Ausfällen und verkürzten Zügen. Im September 2022 forderte die Region Hannover aufgrund dieser Probleme eine Vertragsstrafe von ca. 3,9 Mio. Euro.
2011 wurden 30,9 Millionen Fahrgäste mit der S-Bahn Hannover befördert, 2023 sind es nur noch 25 Millionen.

### Fahrplan
Die S-Bahn verkehrt täglich von circa 5 Uhr bis circa 1 Uhr, auf der Strecke Hannover Hauptbahnhof – Flughafen von circa 4 Uhr bis circa 1:30 Uhr. Die S-Bahn wird nach einem Taktfahrplan betrieben, der zwischen Wochentags-, Samstags- sowie Sonn- und Feiertags-Plan unterscheidet. Die Bahnen verkehren in der Regel im 60-Minuten-Takt. Bei der S4 und der S5 wird die Taktfolge jeweils auf einer Teilstrecke auf einen 30-Minuten-Takt verkürzt. Durch Überlagerung mehrerer S-Bahn-Linien besteht auf den Hauptstrecken im Kernbereich des Netzes wenigstens ein 30-Minuten-Takt.
Die Sprinterlinien S21 und S51 verkehren nur in der Hauptverkehrszeit.
In den Nächten von Freitag auf Samstag sowie vor Sonn- und Feiertagen gibt es einen Nachtverkehr (Nachtsternverkehr). Im Dezember 2017 wurde er noch einmal deutlich erweitert und verkehrt nun auf den Strecken Nienburg – Hannover (S2) – Celle (S7), Bennemühlen – Hildesheim (S4) sowie Hannover – Hameln (S5). Bis 2017 waren Neustadt, Burgdorf und Springe die Endpunkte. Die Abfahrten erfolgen jeweils etwa zur vollen Stunde ab Hannover Hauptbahnhof. Es werden nicht alle Stationen bedient, besonders auf den Rückfahrten nach Hannover Hbf werden die meisten Halte ausgelassen.

## Planungen

### Linienänderungen
Nach dem SPNV-Konzept 2030+ und 2040+ der LNVG soll sich der Verlauf einiger Linien ändern:
- Die S4 soll ab 2028 von Bennemühlen nicht mehr nach Hildesheim verkehren, sondern im Konzept 2030+ bis nach Bad Pyrmont und nach 2040 zum neu zu errichtenden Endpunkt Himmighausen. Die S51 fährt als RE nach Paderborn.
- Die S5 übernimmt ab dem Flughafen dann die Strecke über den Hauptbahnhof nach Hildesheim.

Für nach 2030 wird außerdem eine Verstärkerlinie (S61) zwischen Burgdorf und Hannover angestrebt, allerdings müsste dazu erst die Infrastruktur ausgebaut werden.:68

### Neue Stationen
Der Nahverkehrsplan (NVP) 2008 der Region Hannover regte eine Verbesserung des Netzes durch das Hinzufügen zusätzlicher Stationen an, welches eine Erhöhung der Attraktivität zur Folge hätte. Er stellt die Wirtschaftlichkeit der folgenden Stationen fest::219
- Neubau eines Haltepunktes Waldhausen: Eine neue Station über der Hildesheimer Straße soll Naherschließungsfunktionen und Umsteigemöglichkeiten zur Stadtbahn bieten. Beim Neubau der Stadtbahnstation Döhrener Turm im Jahr 2004 wurde diese bereits in Richtung S-Bahn-Überführung verlegt. Die Vorplanung ist abgeschlossen, sodass derzeit Verhandlungen mit der Deutschen Bahn über die Realisierung dieser Station laufen. Eine Umsetzung ab 2026 ist geplant.[23][veraltet] 2014 wird mit 55 Millionen Euro als Baukosten gerechnet, etwa 7000 Reisende werden erwartet. Um die Fahrzeitverlängerung auf den Linien S1 und S2 auszugleichen, muss ein Abschnitt zwischen Bantorf und Winninghausen zweigleisig ausgebaut werden, um die planmäßige Zugkreuzung näher an Hannover durchführen zu können.
- Neubau eines Haltepunktes Braunschweiger Platz: Mittelfristig soll hier eine Station mit Umsteigemöglichkeit zu Stadtbahn und Bus entstehen. Laut LNVG könnte diese Station in den 2040ern entstehen.

Der NVP 2008 kam zu dem Schluss, dass unter der Berücksichtigung der betrieblichen Durchführbarkeit zu der Zeit lediglich eine Station gebaut werden könne, und gab dem Haltepunkt Waldhausen den Vorrang.:219 Ferner kam der NVP zu dem Schluss, dass ohne zusätzliche Maßnahmen die Errichtung des Haltepunktes Braunschweiger Platz „nicht möglich“ sei.:214 Es ist geplant, nach dem Bau des Haltepunktes Waldhausen den möglichen Haltepunkt Braunschweiger Platz erneut auf seine betriebliche Durchführbarkeit zu überprüfen.:225
- Himmighausen: Soll nach 2040 als neuer Endpunkt der S4 zwischen Steinheim und Altenbeken entstehen.

Die folgenden Haltepunkte sind realisierbar, müssen aber noch auf ihre Wirtschaftlichkeit geprüft werden:69:
- Laatzen-Mitte: Geplant an der Einmündung der Wülferoder Straße in die Hildesheimer Straße in Laatzen.[25] Die LNVG plant die Station für nach 2030, und sie soll auch dem RE 10 als Halt dienen.
- Springe Deisterpforte: 2024 wird die Planfeststellung beantragt. Diese Station soll 2028 in Betrieb gehen.[23]
- Bergheim: Geplanter Haltepunkt auf der Strecke der S4. Dieser könnte in den 2040ern umgesetzt werden.

Weitere Stationen könnten entstehen, falls individuelle Randbedingungen erfüllt sind:
- Seelze Lohnde: Zwischen den Haltepunkten Seelze und Dedensen/Gümmer in Lohnde. Ein vorheriger Streckenausbau ist dabei eine Voraussetzung.[26][24]:226
- Barsinghausen West: Rentiert sich nur bei einer Siedlungsverdichtung in diesem Bereich, die derzeit nicht absehbar ist. Gemäß dem NVP 2015 wurden die Planungen bereits eingestellt.[24]:226
- Paderborn-Zukunftsquartier: Wenn in Paderborn das Zukunftsquartier entsteht, ist ein Haltepunkt geplant, der den Osten der Stadt besser an das Bahnnetz anschließt.[20]

Von Seiten der Stadt Hildesheim wird darüber hinaus die Einrichtung einer Station im Stadtteil Himmelsthür befürwortet.
In einem von der Region Hannover in Auftrag gegebenen Gutachten kam Prof. Thomas Siefer zu dem Ergebnis, dass die Umsetzung der Ausbauplanungen wegen der begrenzten Kapazitäten des Eisenbahnnetzes in der Region nur mit erheblichen finanziellen Aufwendungen möglich wäre. Die Region ist daher bei der Ausschreibung des S-Bahn-Netzes im Jahr 2010 vom bestehenden Netz ausgegangen.
Der Fahrgastverband PRO BAHN hat die Verlängerung der S4 bis zum Bahnhof Hildesheim Ost ins Gespräch gebracht, dies würde jedoch eine Elektrifizierung dieses Streckenabschnitts erfordern. Stattdessen wird diese Station mittlerweile vom RE10 bedient. Der Landkreis Celle strebt die Errichtung eines Haltepunktes Adelheidsdorf (Großmoor) an.

### Nächster Verkehrsvertrag
Der nächste Verkehrsvertrag soll vom 11. Juni 2034 bis 11. Dezember 2049 laufen und zunächst voraussichtlich 9,3 Millionen Zugkilometer umfassen.

## Fahrzeuge

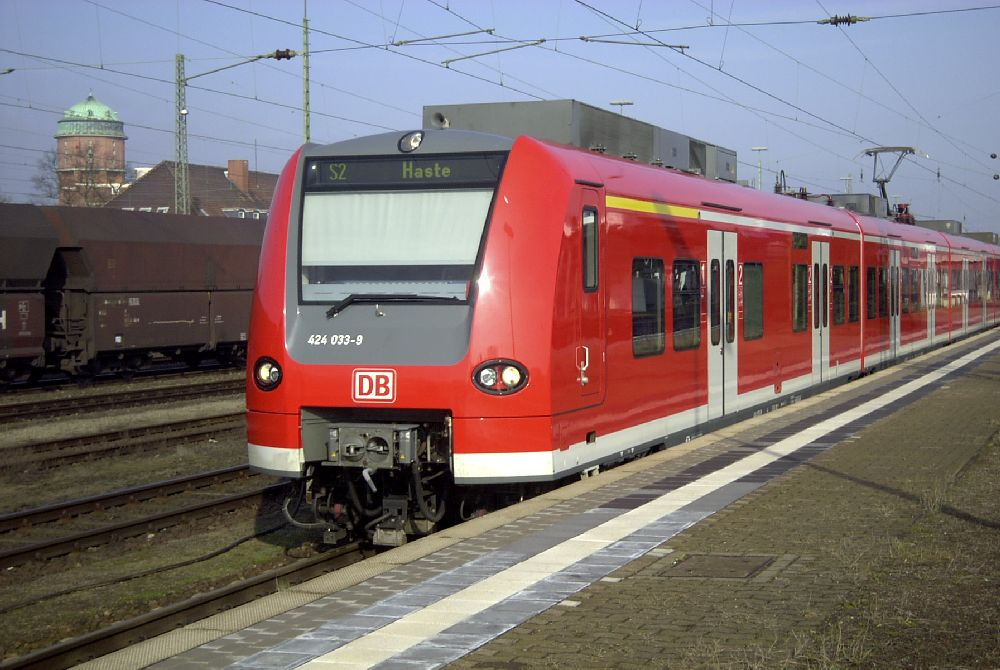
Triebwagen der Baureihe 424 in Nienburg/Weser

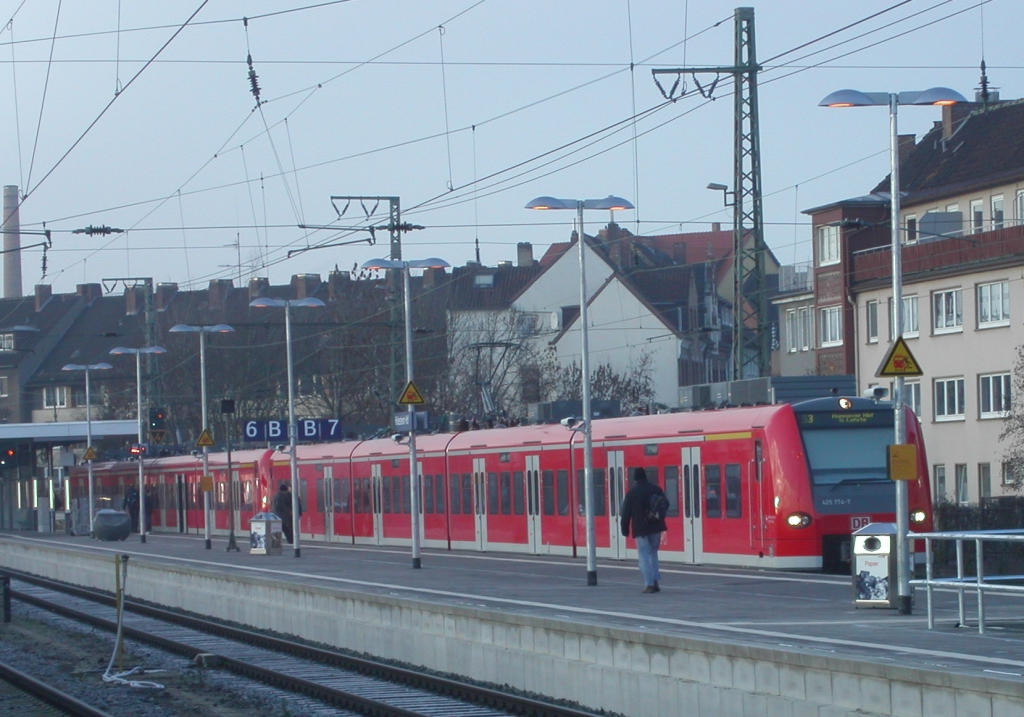
Triebwagen der Baureihe 425 am Eröffnungstag der S-Bahn in Hildesheim

Speziell für die S-Bahn Hannover wurden 40 Triebwagen der Baureihe 424 angeschafft. Diese unterscheiden sich von den Fahrzeugen der S-Bahn-Baureihe 423 durch die niedrigere Fußbodenhöhe von circa 80 Zentimeter, durch die Anzahl der Türen und die vorhandenen Toiletten. Obwohl schon 1998 mit der Auslieferung begonnen worden war, waren die 424er beim Start des S-Bahn-Netzes zur Expo 2000 aufgrund technischer Probleme noch nicht einsatzbereit. Die S-Bahn Hannover musste sich daher vorübergehend die später ausgelieferten Fahrzeuge der Baureihe 423 der S-Bahn München leihen.
Dazu kamen ab 2002 sechs Fahrzeuge der weitgehend identischen Baureihe 425 (425 150 bis 425 155), die mit Variotrittstufen nachgerüstet wurden. Damit wurde an niedrigeren Bahnsteigen der Zugang ermöglicht, ohne auf den barrierefreien Einstieg an Hochbahnsteigen verzichten zu müssen. Auf der S5 nach Paderborn Hauptbahnhof fuhren diese gekuppelt mit Fahrzeugen der Baureihe 424 und ab Hameln allein weiter nach Paderborn. Nachdem an allen Stationen in Nordrhein-Westfalen die Bahnsteige erhöht wurden, kamen planmäßig alle Fahrzeuge nach Paderborn.
2008 stieg der Fahrzeugbedarf durch die Erweiterung der S-Bahn nach Hildesheim, und daher wurden weitere 13 Fahrzeuge der Baureihe 425 (5. Bauserie, 425 271 bis 425 283) beschafft, da keine neue Bauserie der Baureihe 424 aufgelegt wurde. Diese wurden mit Mittel des Landes Niedersachsen beschafft.
Seit Dezember 2013 wurden zusätzlich neun Triebwagen der ersten Serie der Baureihe 425 eingesetzt, allerdings ohne Spaltüberbrückung und Stufen im Eingangsbereich. Diese Züge waren als nicht barrierefrei mit einem gelb-orangen Querstreifen an den Türen gekennzeichnet. 2015 wurden an diesen Triebwagen die Trittstufen im Türbereich geschlossen, so dass sie dort die normale Fußbodenhöhe aufweisen. Außerdem wurden sie mit Rampen für Rollstühle nachgerüstet.
In allen Triebwagen der S-Bahn wurden 2015 die Klappsitze im Mehrzweckbereich teilweise entfernt, um mehr Platz für Fahrräder zu schaffen.
Zur Absicherung des Fahrzeugbedarfs im Übergangsvertrag Dezember 2020 bis Juni 2022 wurden weitere sechs, modernisierte, Triebwagen der Baureihe 425 Plus nach Hannover umstationiert. Diese Triebwagen haben nur ein 1. Klasse-Abteil, dafür aber mit doppelter Größe.

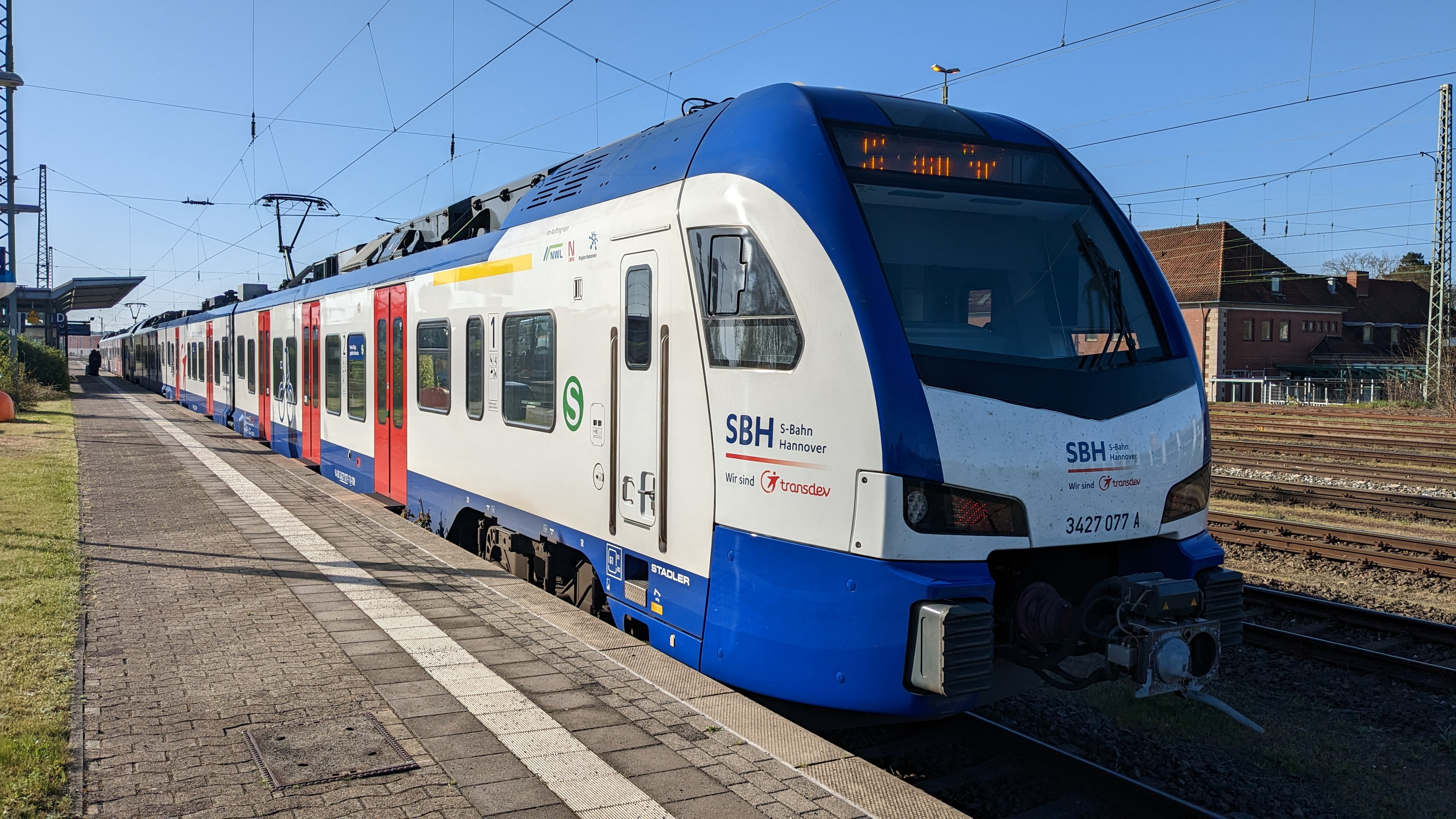
Triebwagen der Baureihe 3427 in Nienburg/Weser

Für die Übernahme des Netzes im Juni 2022 wurden von Transdev Hannover 64 Neufahrzeuge vom Typ FLIRT 3 XL beschafft. Die ersten Züge wurden bereits ab Dezember 2021 auf den Linien S3, S6 und S7 eingesetzt, die Transdev schon ein halbes Jahr vorher übernommen hatte. Außerdem wurden 13 Triebwagen der Baureihe 425 von DB Regio übernommen. Anfang September 2022 standen von den 64 Flirt-Triebwagen nur 50 einsatzbereit zur Verfügung. Zudem können die Triebwagen der Baureihe 425 nicht eingesetzt werden, da es zu Verzögerungen beim Umbau kam. Fahrten mussten daher mit weniger Wagen als vorgesehen durchgeführt werden, sodass es zu überfüllten Zügen kam.
 

Vom 25. August 2022 bis zum Fahrplanwechsel im Dezember wurden auf der Linie S3 als Ersatzfahrzeuge ein Triebwagen der Baureihe 425, zwei Triebwagen vom Typ Alstom Coradia Continental und einen Lok-Wagen-Zug eingesetzt, um den Fahrzeugmangel zu überbrücken. Für die Zeit vom 11. Dezember 2022 bis 10. Juni 2023 kündigte Transdev Hannover den Einsatz verschiedener Ersatzzüge auf den Linien S6, S7 und S51 an, unter anderem Lok-Wagen-Züge mit Doppelstockwagen und n-Wagen. Ab dem kleinen Fahrplanwechsel im Juni 2024 übernahm Wedler Franz Logistik mit zwei Umläufen den kompletten Verkehr auf der S6 bis zum 14. Juni 2025. Gefahren wurde mit Doppelstockwagen als Wendezug.

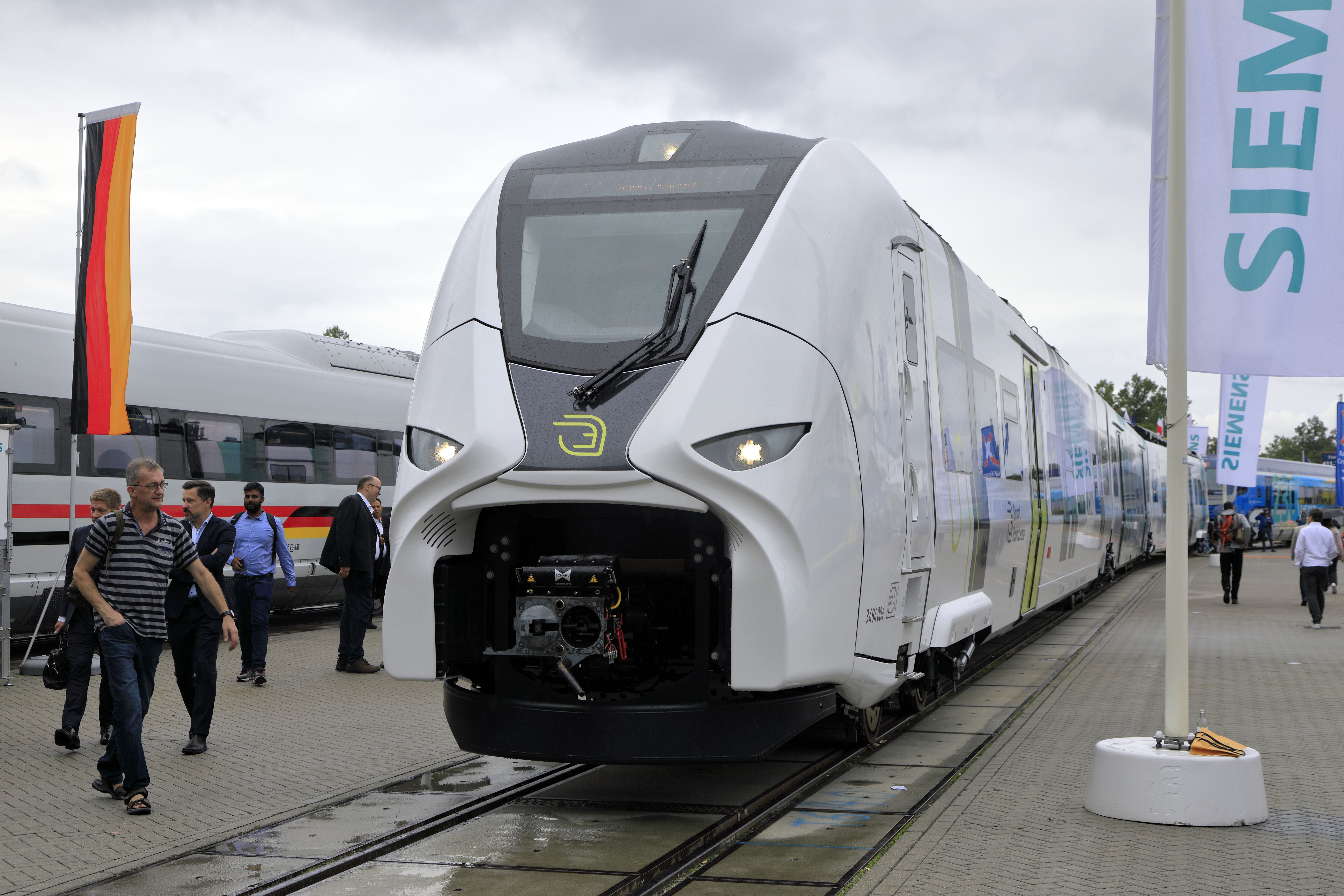
Mireo Smart von STL auf der InnoTrans 2025

 Seit dem kleinen Fahrplanwechsel 2025 übernehmen 3 Siemens Mireo Smart von STL die beiden Umläufe der S6.
Am 23. Juni 2025 nahm die S-Bahn Hannover gemeinsam mit der OHE die neue Werkstatt für die Wartung der S-Bahn-Triebzüge in Celle in Betrieb. Bis dahin wurden die Triebzüge in verschiedenen Werkstätten von Transdev außerhalb Niedersachsens gewartet. 

### Übersicht
| Baureihe                            | Anzahl             | Baujahre           | Einsatz ab         | Fahrzeugnummern                                 | Bemerkung                                                                    |
| Aktuelle Fahrzeuge                  | Aktuelle Fahrzeuge | Aktuelle Fahrzeuge | Aktuelle Fahrzeuge | Aktuelle Fahrzeuge                              | Aktuelle Fahrzeuge                                                           |
| ----------------------------------- | ------------------ | ------------------ | ------------------ | ----------------------------------------------- | ---------------------------------------------------------------------------- |
| 425.5                               | 13                 | 2008               | 2008               | 425 271–283                                     | Diese Fahrzeuge wurden durch die Transdev Hannover übernommen.               |
| FLIRT XL (3 427)                    | 64                 | 2021/2022          | 12/2021            | 3427 029–092                                    | Neubeschaffung von Transdev                                                  |
| Ehemalige Fahrzeuge (bis Juni 2022) |                    |                    |                    |                                                 |                                                                              |
| 424                                 | 40                 | 1999–2000          | 2000               | 424 001–040                                     | 15 Fahrzeuge ab 2022 zur S-Bahn München 24 Fahrzeuge ab 2024 zur S-Bahn Köln |
| 425.15                              | 6                  | 2001/2002          | 06/2002            | 425 150–155                                     | für Strecken mit niedrigen Bahnsteigen (Hameln – Paderborn)                  |
| 425.0                               | 9                  | 2000–2002          | 12/2013            | 425 013, 014, 042, 043, 050, 051, 053, 087, 089 | Zur Verstärkung des Angebotes (Sprinterlinien)                               |
| 425 Plus                            | 6                  | 2000/2001          | 12/2020            | 425 056, 058–062                                | Absicherung der fälligen Revisionen und des Umbaus von 425.5                 |

### Namensliste der ehemaligen Triebwagen
Im Juli 2015 trugen 33 der 68 Triebzüge einen Namen mit Bezug zur Region. Einige weitere Fahrzeuge trugen Außenwerbung.
| Fahrzeug | Name                                   | Benannt am         | Bild |
| -------- | -------------------------------------- | ------------------ | ---- |
| 424 001  | Burgdorf                               | 23. Mai 2008       |      |
| 424 002  | Bückeburg                              | 28. Juni 2005      |      |
| 424 004  | Lehrte                                 | 28. Juni 2007      |      |
| 424 005  | Wedemark                               | 13. Juni 2008      |      |
| 424 006  | Neustadt am Rübenberge                 | 12. Juni 2009      |      |
| 424 006  | Vollwerbung Einkaufen am Bahnhof       | Dezember 2016      |      |
| 424 007  | Bad Nenndorf                           | 31. Oktober 2007   |      |
| 424 008  | Vollwerbung Bundeswehr                 | 18. Januar 2017    |      |
| 424 011  | Stadthagen                             | 28. September 2007 |      |
| 424 012  | Teilwerbung Das Handwerk               | 18. Januar 2017    |      |
| 424 014  | Springe                                | 10. Mai 2006       |      |
| 424 016  | Wennigsen (Deister)                    | 24. August 2012    |      |
| 424 017  | Bad Münder am Deister                  | 4. Mai 2007        |      |
| 424 018  | Residenzstadt Celle                    | 8. Mai 2003        |      |
| 424 019  | Stadt Minden (Westf)                   | 15. Mai 2003       |      |
| 424 021  | Wunstorf                               | 13. April 2007     |      |
| 424 021  | Vollwerbung meinNiedersachsen.de       | 1. Juni 2016       |      |
| 424 022  | Vollwerbung AZUBIYO                    | September 2016     |      |
| 424 024  | Stadt Seelze                           | 27. Oktober 2005   |      |
| 424 025  | Stadt Nienburg                         | 25. Juni 2003      |      |
| 424 026  | Vollwerbung Designer Outlets Wolfsburg |                    |      |
| 424 027  | Landeshauptstadt Hannover              | 8. Juli 2003       |      |
| 424 032  | Das Fürstenbad Bad Pyrmont             | 14. Juni 2004      |      |
| 424 033  | Rattenfängerstadt Hameln               | 16. April 2003     |      |
| 424 035  | Haste                                  | 26. September 2008 |      |
| 424 037  | Stadt Langenhagen                      | 28. April 2003     |      |
| 424 038  | Stadt Barsinghausen                    | 7. Mai 2004        |      |
| 424 039  | Ronnenberg                             | 24. Juni 2011      |      |
| 425 013  | Emmerthal                              | 16. September 2014 |      |
| 425 050  | Altenbeken                             | 4. Juli 2015       |      |
| 425 150  | Paderborn                              | 18. Oktober 2013   |      |
| 425 152  | Hannover Airport Line                  | 4. Oktober 2007    |      |
| 425 155  | Hannover Airport                       | 8. Dezember 2006   |      |
| 425 271  | Laatzen                                | 8. Mai 2009        |      |
| 425 272  | Sehnde                                 | 29. Mai 2009       |      |
| 425 273  | Steinheim                              | 23. August 2016    |      |
| 425 275  | Sarstedt                               | 16. August 2010    |      |
| 425 276  | Algermissen                            | 2. Juli 2011       |      |
| 425 281  | Hildesheim                             | 26. Juni 2009      |      |
| 425 282  | Emmerke                                | 1. September 2018  |      |
| 425 283  | Lindhorst                              | 26. April 2013     |      |

## Tarif
Im Bereich der Region Hannover gilt der Tarif des Großraum-Verkehrs Hannover (GVH). Da das Netz der S-Bahn Hannover über dessen Tarifbereich hinausreicht, besteht kein für das gesamte Netz gültiger einheitlicher Verbundtarif.
Nach und nach wurden auch die Bahnhöfe in an die Region Hannover angrenzenden Landkreisen durch Regionaltarife in den GVH-Tarif eingebunden. Im Bereich der S-Bahn sind das Landkreis Schaumburg, Landkreis Celle, Landkreis Hameln-Pyrmont und seit dem 14. Dezember 2008 Landkreis Nienburg und Landkreis Hildesheim. Dort ist die Benutzung der S-Bahnen mit bestimmten GVH-Zeitkarten möglich.
Für Strecken außerhalb des GVH-Bereiches gilt bei Einzelfahrkarten seit 9. Juni 2013 der Niedersachsentarif. Bei der S5 gelten zwischen Lügde und Paderborn der regionale Verbundtarif „Westfalentarif“ (Nahverkehrsverbund Paderborn-Höxter und OWL Verkehr GmbH). Für den Verkehr zwischen Hannover Hbf und Paderborn Hbf gibt es seit August 2016 das „S5-Paderborn-Spezial“.